# تأثير ديدرو

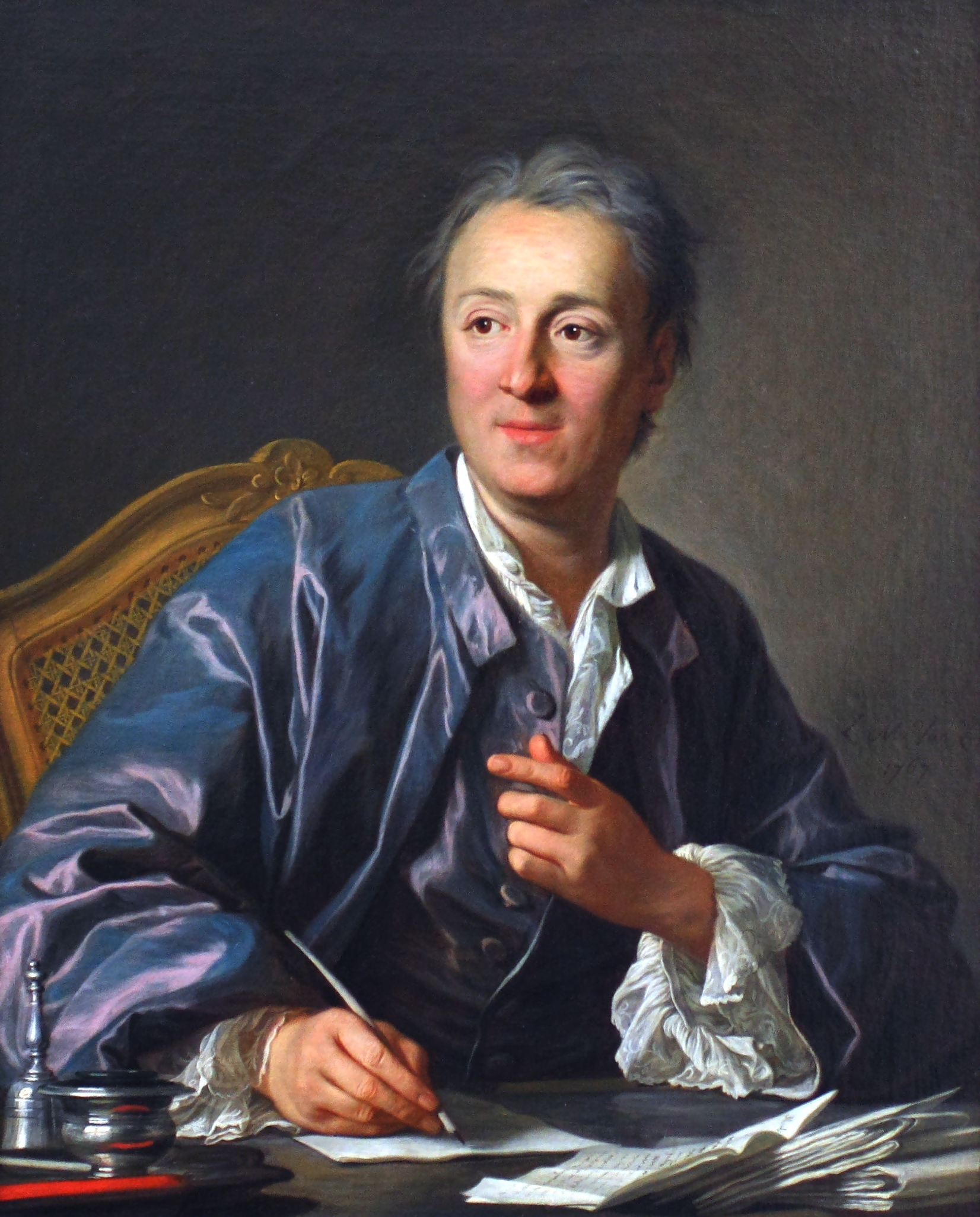
الفيلسوف والكاتب الفرنسي دينيس ديدرو صاحب نظرية تأثير ديدرو

تأثير ديدرو نظرية تستخدم للتعبير عن نمط متصاعد من الاستهلاك، يشير إلى أن شراء سلعة ما سيقود إلى شراء سلعة أخرى، وبالتالي خلق سلسلة من الحاجة إلى عمليات شراء متتالية في شكل تفاعل متسلسل، مما يدفع الفرد إلى الإنفاق أكثر من مستوى دخله. ظهر هذا المصطلح أول مرة في القرن الثامن عشر الميلادي للإشارة إلى فكرة أنه ما من سلوك يحدث بمعزلة عن غيره، وهو ما ينسب إلى الفيلسوف الفرنسي دينيس ديدرو الذي وصفه لأول مرة في أحد مقالاته. وفي 1988 صاغ هذه النظرية اقتصاديا عالم الانثروبولوجيا والباحث في أنماط الاستهلاك جرانت مكراكين.

## تاريخ
عندما ظهر المصطلح لأول مرة كان يقصد منه النتائج المتسلسلة لفعل ما، حينها وصف الفيلسوف الفرنسي دينيس ديدرو هذا الأمر في مقاله «حسرة مفارقة ثوبي القديم» في القرن الثامن عشر الميلادي، بامتلاك ثوب جديد دفعه في النهاية إلى تحمل الديون، حيث ارتأى بأنه من المناسب أن يكون هناك بيئة ملائمة لملبسه الجديد، وأن ما تبقى من ممتلكاته لا يرقى إلى مستوى ملبسه الجديد، فاستبدل الكرسي القديم بآخر جديد، الأمر الذي قاده إلى استبدال مكتبه الجديد بطاولة جديدة باهظة الثمن، ثم كتب ومؤلفات أخرى مكلفة. وصف ديدرو هذا السلوك بتلوث الثروة المفاجئة، وهو ما يجعل صاحب المال تحت ضغط المكانة دائما.

## في علم الاقتصاد
يستخدم مصطلح تأثير ديدرو اقتصاديا ضمن دائرة مكملات المنتج والسلع التي تعتبر ثقافيا واجتماعيا مكملة لبعضها البعض، وعمليات الشراء التفاعلية، في المنازل، الملابس، الأثاث والمركبات. وهو ما يعد نوع من الاستهلاك التنافسي الواعي الذي يدفعه عدم الرضا.